# Madeleine McCann

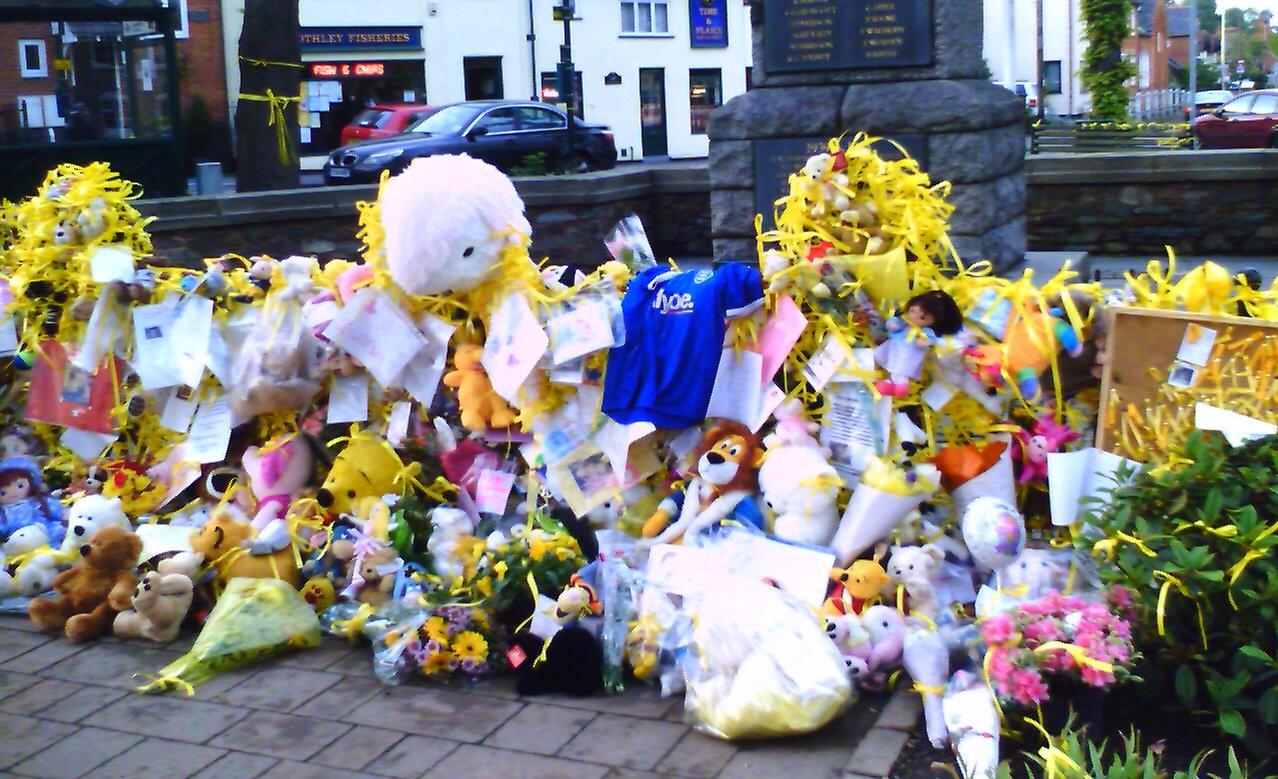
Blommor och leksaker i McCanns hemstad några dagar efter försvinnandet.

Madeleine McCann, född 12 maj 2003 i Leicester, Leicestershire, är en brittisk flicka som försvann den 3 maj 2007 i Portugal under en semester tillsammans med sin familj. McCanns fall innehåller många märkliga fakta och fick stor uppmärksamhet internationellt, exempelvis en stor mediakampanj och massutskick på internet, bland annat på Facebook.
Den 16 maj 2007 inrättades Madeleine McCanns fond som med finansiella medel kommer att hjälpa andra familjer i framtida liknande situationer att fortsätta leta efter försvunna barn.
I juni 2020 tillkännagavs en huvudmisstänkt för kidnappning, tysken Christian Brueckner. Enligt tysk polis fanns det då konkreta bevis på att Madeleine McCann är död. Madeleine McCanns kropp har dock inte återfunnits. Eftersom den misstänkte satt fängslad i Tyskland för andra brott, McCanns kropp inte hittats och till följd av administrativa tvister har rättegången skjutits på framtiden.

## Försvinnandet

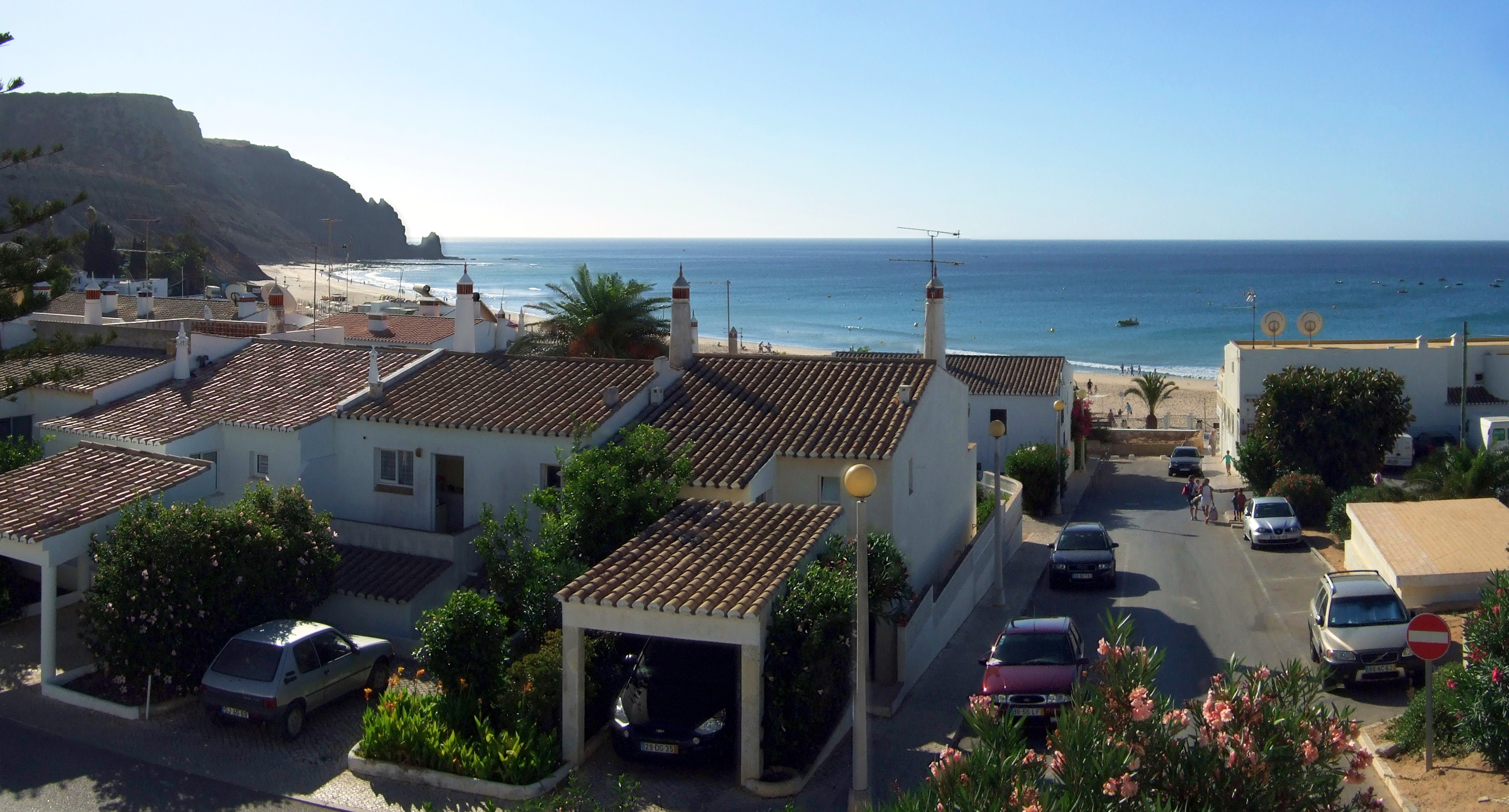
Praia da Luz samma år som McCann försvann.

Madeleine och hennes föräldrar var på semester i Portugal på badorten Praia da Luz vid Algarvekusten, vilket är ett populärt resmål för barnfamiljer. På en av semesterns sista dagar beställde föräldrarna bord på restaurangen på hotellområdet tillsammans med sina vänner och lämnade sina tre sovande barn, Madeleine, då nästan 4, samt tvillingarna Amelie och Sean, 2 år, på rummet. Föräldrarna berättade att de turades om att se till barnen, varje halvtimme eller oftare. När Madeleines mor skulle titta till barnen runt klockan 22 uppgav hon att Madeleine var borta och fönstret öppet. Flera vittnen uppgavs ha sett en man bära på en flicka i pyjamas precis vid den tiden, utanför hotellanläggningen. Olika ögonvittnen har sedan sagt att de har sett Madeleine i bland annat Marocko och i Danmark.

## Utredning
Hundratals poliser och utredare samlades vid hotellet och hade vid middagstid den 5 maj 2007 hittat en misstänkt för bortförandet av Madeleine, men personen har ej ännu gripits. Polisen hade fortfarande en förhoppning om att hitta Madeleine vid liv men sannolikheten att hon bragts om livet är stor.
Några dagar senare lanserades teorin att Madeleine blivit kidnappad av en person från Storbritannien. Den 10 maj fick polisen i Portugal upp ett spår med tre personer som då var misstänkta för Madeleines försvinnande.
Föräldrarna sade att de inte skulle åka hem från Portugal förrän de hade hittat Madeleine. Madeleines pappa Gerry McCann startade en blogg för att människor som är intresserade av fallet skulle kunna läsa om de senaste utvecklingarna och även få en privat inblick i parets dagliga liv i Praia da Luz.
I augusti 2007 anlände en likhund till Praia da Luz, en hund som är specialtränad för att markera platser där ett mord eller andra våldsbrott begåtts. Hunden markerade på väggen i familjens hotellrum och en infraröd lampa avslöjade senare blodfläckar som någon försökt torka bort, men blodet var inte Madeleines, vilket bevisas genom DNA-analys. 7 september meddelade en talesman för familjen att den portugisiska polisen ämnade delge mamman till Madeleine misstanke om delaktighet i dotterns försvinnande.
26 september kom det fram uppgifter om att en spansk kvinna i Marocko hade tagit ett fotografi av en kvinna med en liten, blond flicka som skulle kunna vara Madeleine, på ryggen. Föräldrarna uteslöt inte att det var deras dotter, men senare visade det sig att det inte var hon. 24 oktober öppnades en tipstelefonlinje dit alla kunde ringa in och lämna tips om Madeleine McCanns försvinnande.
13 februari 2008 meddelade portugisisk polis att utredningen om försvinnandet av Madeleine snart skulle läggas ner; men utredningen kan återupptas om nya tips kommer upp. I juli 2008 avskrevs föräldrarna som misstänkta för försvinnandet. Även Robert Murat (britt, anklagad den 15 maj 2007, boende hos sin mor i Portugal) avskrevs och fick 6,5 miljoner kronor i skadestånd. Den portugisiska utredningen lades också ner den 22 juli 2008 då inga nya bevis hade framkommit.

### Huvudmisstänkt gärningsman och tysk utredning
I juni 2020 tillkännagavs en icke namngiven huvudmisstänkt som polisen kallade Christian B (internationellt Christian Brueckner), en tyskfödd pedofil och inbrottstjuv född 1976 som var bosatt i Portugal sedan tonåren. Han var i 30-årsåldern vid McCanns försvinnande och misstänkts ha kidnappat henne. Han beskrivs som 1,83 meter lång, smal kroppsbyggnad, kortklippt ljust hår och har tidigare bland annat dömts två gånger för sexbrott mot unga flickor. Mannen var känd sedan tidigare av brittisk och portugisisk polis, men det var efter ett vittnesmål 2017 som nya uppgifter tillkom.
Tysk polis misstänker att Brueckner planerade att plundra semesterlägenheten innan han "gick vidare till ett sexuellt motiv". Mannen vistades i området där McCann försvann vid tiden för försvinnandet. Scotland Yard har konstaterat att även hans vita VW-van av 1980-talsmodell fanns i närheten några dagar före försvinnandet. Mannen ägde även en Jaguar årsmodell 1993. Något av dessa båda fordon antas ha använts vid den misstänkta kidnappningen. Enligt tysk polis finns det konkreta bevis på att Madeleine McCann är död, även om hennes kropp inte har återfunnits. I juni 2020 satt Brueckner fängslad i Tyskland för narkotikabrott. Han avtjänade även ett straff för en våldtäkt på en äldre kvinna i Praia da Luz 2005. Utredningen i Madeleine McCann-fallet väntades enligt tysk polis bli klar under 2022. I februari 2023 uppgav webbversionen av den brittiska tidningen The Mirror att den tyska åklagaren fortfarande inte hade tillräckliga bevis och att det pågick nya intervjuer med Brueckners anhöriga. Enligt tidningen kan rättegången försenas flera månader på grund av en tysk rättskonflikt där fallet kan behöva överlämnas till en ny åklagare. Åklagare Hans-Christian Wolters i Braunschweig har försäkrat att ingenting i utredningen går förlorat i och med ett överlämnande, men tidsplanen var enligt honom oviss. Brueckner ska från fängelset ha förnekat all inblandning i McCanns försvinnande. Rättegången väntas hållas vid Braunschweigs regionala domstol efter att bevisen granskats.
Senare 2023 begärde tysk polis att en damm några mil utanför Praia da Luz skulle genomsökas på nytt 23–24 maj 2023 under ledning av portugisisk polis med assistans av brittisk polis.
I slutet av 2024 friades Brueckner för flera fall av övergrepp mot andra barn. Det innebär att han har avtjänat sitt fleråriga fängelsestraff i september 2025. Om ett överklagande går igenom kan han hållas i förvar även efter det.
I början av 2025 uttalade åklagaren Wolters att ingen rättegång i McCann-fallet var planerad och att det handlade om att hitta rättsmedicinska bevis för att koppla Brueckner till McCann.

## Belöning
Den 6 maj 2007 utfästes en belöning på 100 000 pund för den som hjälpte till att få tillbaka Madeleine till familjen; en vän till familjen hade hjälpt till med att sätta belöningen enligt Sky News, och den 11 maj gick en brittisk affärsman ut med en belöning på en miljon pund till den som lämnar information som leder till att Madeleine hittas. Belöningen för tips som leder till att Madeleine kommer tillbaka oskadd är nu uppe i 2,6 miljoner pund; belöningen har samlats ihop av kändisar och lokala politiker och andra som har velat donera.

## Böcker
I början av 2010 gav den före detta portugisiske polischefen Goncal Amaral ut en bok, The Truth of the Lie, i vilken han hävdar att Madeleine McCann enligt hans teori dog på hotellrummet och att föräldrarna var medskyldiga till detta och försökte dölja "sanningen". I februari 2010 beslutade dock en domstol i Portugal, att boken inte skulle få lov att ges ut till försäljning på grund av sitt kontroversiella, spekulativa innehåll utan några bevis.
I maj 2011 utgavs boken Madeleine av modern Kate McCann i Storbritannien, i svensk översättning mars 2012, Madeleine: vår dotters försvinnande och det fortsatta sökandet efter henne (Norstedts). 23 mars 2012 talade båda föräldrarna om fallet i SVT-programmet Skavlan och den 25 mars samma år deltog föräldrarna i TV4:s Nyhetsmorgon.

## Media
Det har varit stor mediabevakning av fallet, och TV-bolag och tidningar skrev och rapporterade om fallet. Madeleines familj och släktingar har blivit intervjuade av engelsk och utländsk press och har medverkat i TV då det är vanligt att man gör intervjuer och visar kort på offret.
Den 8 maj 2007 gick fotbollsstjärnorna Cristiano Ronaldo och John Terry med på en intervju med engelska kanalen Sky News och sade att de blev mycket upprörda när de hörde om Madeleines försvinnande. De sade också att de hoppades på att Madeleine snart skulle vara i säkerhet igen.
Den 11 maj gick fotbollsstjärnan David Beckham ut i tv och bad alla med information om Madeleines försvinnande att höra av sig på ett nummer som han höll upp framför kameran och en bild på den försvunna flickan.
Den 19 maj visades en över två minuter lång film med Madeleine McCann i pausen på FA-cupfinalen inför cirka en halv miljard tittare. Den 27 maj meddelades att påven Benedictus XVI beviljat Madeleine McCanns föräldrar audiens – båda föräldrarna är katoliker.
Madeleines föräldrar meddelade den 15 september 2007 att de satsade en miljon på en reklamkampanj för att hitta sin dotter, reklamkampanjen riktade in sig på tidningar, tv och anslagstavlor i Spanien, Portugal och andra delar av Europa. Den 5 maj 2009 intervjuades Madeleines föräldrar i Oprah Winfrey Show.
Det har även riktats kritik mot massmedierna, som helt fokuserat på denna händelse. Man menar att det försvinner tiotusentals barn per år  som inte alls nämns i massmedia, medan Madeleines försvinnande syns på löpsedlar över stora delar av världen. I USA exempelvis rapporteras 800 000 barn försvunna varje år, varav 60 000 bortförs av icke familjemedlemmar, ett drygt hundratal barn säljs som prostituerade barn, mördas eller behålls. Även de starka reaktionerna från allmänheten på internet, som återfinns på till exempel Facebook, har ifrågasatts av samma anledningar.